# Sovětský ligový pohár
Sovětský ligový pohár (rusky: Кубок Федерации футбола СССР, Pohár Fotbalové federace SSSR) byla fotbalová ligová pohárová vyřazovací soutěž v Sovětském svazu. Soutěž byla založena v roce 1986, zanikla v roce 1990.
Nejúspěšnějším týmem byl s dvěma prvenstvími klub Dněpr Dněpropetrovsk.

## Přehled finále
- 1986: Dněpr Dněpropetrovsk – Zenit Leningrad 2:0
- 1987: Spartak Moskva – Metalist Charkov 4:1
- 1988: Kajrat Alma-Ata – Něftči Baku 4:1
- 1989: Dněpr Dněpropetrovsk – Dinamo Minsk 2:1
- 1990: Černomorec Oděsa – Dněpr Dněpropetrovsk 2:0

## Nejlepší kluby v historii - podle počtu vítězství
Zdroj: 
| Vítězové ligového poháru |        |                 |
| Klub                     | Tituly | Vítězné ročníky |
| Dněpr Dněpropetrovsk     | 2      | 1986, 1989      |
| Spartak Moskva           | 1      | 1987            |
| Kajrat Alma-Ata          | 1      | 1988            |
| Černomorec Oděsa         | 1      | 1990            |